# Scorpaena hemilepidota
Scorpaena hemilepidota är en fiskart som beskrevs av Fowler, 1938. Scorpaena hemilepidota ingår i släktet Scorpaena och familjen Scorpaenidae. Inga underarter finns listade i Catalogue of Life.